# Заремби-Яртузи
Заремби-Яртузи (пол. Zaręby-Jartuzy) — село в Польщі, у гміні Шумово Замбровського повіту Підляського воєводства.
Населення — 133 особи (2011).
У 1975-1998 роках село належало до Ломжинського воєводства.

## Демографія
Демографічна структура станом на 31 березня 2011 року:
|          | Загалом | Допрацездатний вік | Працездатний вік | Постпрацездатний вік |
| -------- | ------- | ------------------ | ---------------- | -------------------- |
| Чоловіки | 73      | 21                 | 41               | 11                   |
| Жінки    | 60      | 11                 | 33               | 16                   |
| Разом    | 133     | 32                 | 74               | 27                   |